# Laboratoire des multimatériaux et interfaces
 (décembre 2021).
Le Laboratoire des multimatériaux et interfaces (LMI) est une unité de recherche spécialisée dans la conception et la démonstration de la faisabilité de nouvelles molécules et de nouveaux matériaux dont le siège est situé à Villeurbanne, dans le département du Rhône.
Le laboratoire travaille sous plusieurs tutelles : le CNRS (UMR 5615) et l'université Claude-Bernard-Lyon-I.
Les études sont effectuées par quatre équipes de recherche :
- cristallographie et ingénierie moléculaire ;
- biomatériaux et interfaces biologiques ;
- épitaxie et réactivité d’interfaces ;
- matériaux fonctionnels et nanostructures.